# Wiaczesław Dajew
Wiaczesław Jewgienijewicz Dajew, ros. Вячеслав Евгеньевич Даев (ur. 6 września 1972 w Tule) – rosyjski piłkarz grający na pozycji środkowego obrońcy.

## Kariera klubowa
Karierę piłkarską Dajew rozpoczął w klubie Znamia Truda Oriechowo-Zujewo. Po rozpadzie ZSRR w 1992 roku zaczął występować w drużynie Iskra Smoleńsk w rozgrywkach Drugiej Dywizji. W 1993 roku odszedł do innego klubu ze Smoleńska, Kristałł Smoleńsk i w jego barwach występował przez dwa sezony. W 1995 roku został zawodnikiem Krylii Sowietow Samara. Był jej podstawowym zawodnikiem i przyczynił się do utrzymania w Premier Lidze. Rok później Wiaczesław znów zmienił barwy klubowe i stał się piłkarzem Bałtiki Kaliningrad. Także i w tym klubie grał w wyjściowej jedenastce w pierwszych dwóch sezonach zajmując miejsca w pierwszej dziesiątce. W 1998 roku spadł z Bałtiką do Pierwszej Dywizji.
W 1999 roku Dajew trafił do Moskwy. Został zawodnikiem Torpeda Moskwa. Zajął z nim 4. miejsce w lidze, a jesienią 2000 wystąpił w rozgrywkach Pucharu UEFA. Wtedy też był z Torpedo trzeci w lidze, a w 2001 roku ponownie czwarty. W 2002 roku zmienił barwy klubowe przechodząc do CSKA Moskwa. Z klubem tym wywalczył swoje jedyne mistrzostwo kraju, ale pobyt Wiaczesława w CSKA trwał tylko rok. W latach 2003–2004 występował on w Szynniku Jarosław, w barwach którego zakończył spotową karierę.

## Kariera trenerska
Po zakończeniu kariery piłkarskiej Dajew trenował młodzież w Torpedo Moskwa. W 2007 roku na krótko został trenerem pierwszego zespołu w zastępstwie zwolnionego Gieorgija Jarcewa, a w 2008 roku na takiej samej zasadzie zastąpił Rawiła Sabitowa.

## Kariera reprezentacyjna
W reprezentacji Rosji Dajew zadebiutował 1 września 2001 roku w przegranym 1:2 wyjazdowym meczu ze Słowenią. W 2002 roku został powołany przez Olega Romancewa do kadry na Mistrzostwa Świata 2002. Tam był rezerwowym i nie wystąpił w żadnym spotkaniu. W latach 2001–2002 rozegrał 8 spotkań w pierwszej reprezentacji „Sbornej”.